# Raimund Hörmann
Raimund Hörmann (* 27. Mai 1957 in Ulm) ist ein ehemaliger deutscher Ruderer.
Zusammen mit dem Ulmer Dieter Wiedenmann und den beiden Ingelheimern Michael Dürsch und Albert Hedderich bildete er den bundesdeutschen Doppelvierer. 1979 und 1982 wurde das Team Vizeweltmeister, jeweils hinter dem Boot aus der DDR. 1983 gewann die westdeutsche Besatzung den Weltmeistertitel vor der DDR. Höhepunkt der Karriere war der Sieg im Doppelvierer bei den Olympischen Spielen 1984 in Los Angeles. Für den Gewinn der Goldmedaille bei den Olympischen Sommerspielen 1984 wurde er mit dem Silbernen Lorbeerblatt ausgezeichnet.
Hörmann ist seit 29. März 2019 1. Vorsitzender des Ulmer Ruderclub Donau. Sein Sohn Raimund Hörmann Junior ruderte ebenfalls erfolgreich für die U19- und U23-Nationalmannschaften und ist sportlicher Leiter des Ulmer Ruderclubs. 
Beruflich betrieb Hörmann als Metzgermeister eine eigene Metzgerei, die er im Juli 2016 aufgab. Er ist Obermeister der Fleischerinnung Ulm und war am 12. Juni 2016 Organisator des gelungenen Weltrekordversuches „Wer hat den längsten Leberkäse?“ in Ulm.